# Поддержка Катаром ХАМАСа
Катар является ключевым финансовым спонсором и союзником палестинской террористической группировки ХАМАС. Катар перевёл ХАМАСу более 1,8 миллиарда долларов. Катар поддерживает ХАМАС «как инструмент для усиления своих позиций на внешнеполитической арене».
В 2012 году Катар принял руководство партии ХАМАС, когда глава ХАМАСа Халед Машаль переехал из Сирии в Катар. Убитый глава ХАМАС Исмаил Хания проживал в Дохе с 2016 года.

## История
Как минимум с 2002 года стала очевидна поддержка Катаром ХАМАСа в ущерб Палестинской национальной администрации, расположенной на Западном берегу.
В 2007 году Катар вместе с Турцией был единственной страной, поддержавшей ХАМАС после того, как группировка вытеснила Палестинскую национальную администрацию из сектора Газа. Отношения между ХАМАСом и Катаром укрепились в 2008 и 2009 годах, когда Халеда Машааля пригласили принять участие в саммите в Дохе, где он сидел рядом с тогдашним эмиром Катара Хамадом бен Халифой аль-Тани, который пообещал выделить 250 миллионов долларов на помощь контролируемому ХАМАСом сектору Газа.
В 2012 году тогдашний эмир Катара Хамад бен Халифа Аль Тани стал первым главой государства, посетившим сектор Газа под властью ХАМАСа. Он пообещал собрать 400 миллионов долларов на реконструкцию.
В 2014 году Катар был посредником между Израилем и ХАМАСом. В том же году глава министерства финансов США Дэвид Коэн, подчеркнул, что Катар «годами спонсирует ХАМАС», что привлекло внимание «Группы разработки финансовых мер борьбы с отмыванием денег».
В июне 2017 года Саудовская Аравия призвала Катар прекратить поддерживать ХАМАС.
В конце 2018 года Катар дал ХАМАСу 30 миллионов долларов наличными, а 23 января 2019 года ещё 15 миллионов долларов, а в мае 2019 года выделил ещё 480 миллионов долларов ХАМАСУ и Палестинской Автономии.
29 апреля 2021 года Глава Политбюро ХАМАСа провёл встречу с главой МИД Катара Мухаммедом Абдуррахманом ас-Сани.

### Война Израиля и ХАМАСа (2023)
После внезапного нападения ХАМАСа на юг Израиля 7 октября 2023 года и начала войны между Израилем и ХАМАСом в 2023 году размещение Катаром политического офиса ХАМАСа в Дохе подверглось более пристальному вниманию. Выступая перед средствами массовой информации в Дохе вместе с премьер-министром Катара шейхом Мохаммедом бен Абдулрахманом аль-Тани, госсекретарь США Энтони Блинкен заявил, что «с ХАМАСом больше нельзя вести обычные дела».
В октябре 2023 года Свободная демократическая партия Германии призвала разорвать газовые контракты с Катаром из-за его поддержки ХАМАСа. 9 октября 2023 года Катар подтвердил о желании выступить посредником между ХАМАСом и Израилем по переговорам о заложниках захваченных ХАМАСом и в ноябре 2023 года всё ещё пытался это сделать. 22 ноября 2023 года стало известно, что Катар добился того, чтобы стать посредником в обмене пленённых ХАМАСом мирных жителей на заключённых Израилем палестинцев, осуждённых за нарушение закона.